# 7994 Bethellen
7994 Bethellen eller 1983 CQ2 är en asteroid i huvudbältet som upptäcktes den 15 februari 1983 av den amerikanske astronomen Edward L.G. Bowell vid Anderson Mesa Station. Den är uppkallad efter astronomen Beth Ellen Clark.
Asteroiden har en diameter på ungefär 17 kilometer.